# سامانتا هریس
سامانتا هریس (انگلیسی: Samantha Harris Shapiro؛ زادهٔ ۲۷ نوامبر ۱۹۷۳) یک هنرپیشه، خبرنگار، و مجری اهل ایالات متحده آمریکا است. وی از سال ۱۹۹۶ میلادی تاکنون مشغول فعالیت بوده‌است.

## گزیده فیلمشناسی
از فیلم‌ها یا برنامه‌های تلویزیونی که وی در آن نقش داشته‌است می‌توان به آثار زیر اشاره کرد.
- دی۳: اردک‌های قدرتمند
- سی‌اس‌آی
- همه ده یارد
- شیکاگو (موزیکال)
- رقص با ستارگان
- آخر خوشگل‌ها